# Homaspis cavata
Homaspis cavata là một loài tò vò trong họ Ichneumonidae.